# Marie Dorin
Marie Dorin (Lione, 19 giugno 1986) è un'ex biatleta francese.
In seguito al matrimonio con Loïs Habert, a sua volta biatleta di alto livello, nel 2011 ha aggiunto al proprio il cognome del marito e gareggiato come Marie Dorin-Habert.

## Biografia
In Coppa del Mondo ha esordito il 29 novembre 2007 a Kontiolahti (38ª) e ha ottenuto la prima vittoria, nonché primo podio, il 4 dicembre 2008 a Östersund.
In carriera ha preso parte a tre edizioni dei Giochi olimpici invernali, Vancouver 2010 (3ª nella sprint, 51ª nell'individuale, 17ª nell'inseguimento, 16ª nella partenza in linea, 2ª nella staffetta), Soči 2014 (20ª nella sprint, 39ª nell'individuale, 14ª nell'inseguimento, non conclude la staffetta, 6ª nella staffetta mista) e Pyeongchang 2018 (4ª nella sprint, 27ª nell'inseguimento, 9ª nella partenza in linea, 1ª nella staffetta mista e 3ª nella staffetta), e a sette dei Campionati mondiali, vincendo diciassette medaglie. Ha vinto almeno una gara in tutti i sette formati di gara.

## Palmarès

### Olimpiadi
- 4 medaglie:
  - 1 oro (staffetta mista a Pyeongchang 2018)
  - 1 argento (staffetta[2] a Vancouver 2010)
  - 2 bronzi (sprint[2] a Vancouver 2010; staffetta a Pyeongchang 2018)

### Mondiali
- 17 medaglie:
  - 5 ori (sprint[2], inseguimento[2] a Kontiolahti 2015; individuale[2], partenza in linea[2], staffetta mista[2] a Oslo Holmenkollen 2016)
  - 8 argenti (staffetta[2] a Chanty-Mansijsk 2011; staffetta[2] a Ruhpolding 2012; staffetta mista[2] a Nové Město na Moravě 2013; staffetta[2], staffetta mista[2] a Kontiolahti 2015; sprint[2]; staffetta[2] a Oslo Holmenkollen 2016; staffetta mista[2] a Hochfilzen 2017)
  - 4 bronzi (staffetta[2] a Pyeongchang 2009; staffetta mista[2] a Chanty-Mansijsk 2011; inseguimento[2] a Oslo Holmenkollen 2016; staffetta[2] a Hochfilzen 2017)

### Mondiali juniores
- 1 medaglia:
  - 1 argento (staffetta a Presque Isle 2006)

### Mondiali giovanili
- 3 medaglie:
  - 2 ori (staffetta a Alta Moriana 2004; staffetta a Kontiolahti 2005)
  - 1 bronzo (individuale a Kontiolahti 2005)

### Europei juniores
- 1 medaglia:
  - 1 bronzo (staffetta a Langdorf 2006)

### Coppa del Mondo
- Miglior piazzamento in classifica generale: 2ª nel 2016
- 44 podi (21 individuali, 23 a squadre), oltre a quelli conquistati in sede olimpica e iridata e validi anche ai fini della Coppa del Mondo:
  - 10 vittorie (3 individuali, 7 a squadre)
  - 16 secondi posti (9 individuali, 7 a squadre)
  - 18 terzi posti (9 individuali, 9 a squadre)

#### Coppa del Mondo - vittorie
| Data             | Località          | Nazione   | Specialità                                                       |
| ---------------- | ----------------- | --------- | ---------------------------------------------------------------- |
| 4 dicembre 2008  | Östersund         | Svezia    | MX (con Marie-Laure Brunet, Alexis Bœuf e Martin Fourcade)       |
| 21 gennaio 2012  | Anterselva        | Italia    | RL (con Marie-Laure Brunet, Sophie Boilley e Anaïs Bescond)      |
| 18 dicembre 2015 | Pokljuka          | Slovenia  | SP                                                               |
| 24 gennaio 2016  | Anterselva        | Italia    | RL (con Justine Braisaz, Anaïs Bescond e Anaïs Chevalier)        |
| 7 febbraio 2016  | Canmore           | Canada    | SMX (con Martin Fourcade)                                        |
| 27 novembre 2016 | Östersund         | Svezia    | SMX (con Martin Fourcade)                                        |
| 3 dicembre 2016  | Östersund         | Svezia    | SP                                                               |
| 7 gennaio 2017   | Oberhof           | Germania  | PU                                                               |
| 12 marzo 2017    | Kontiolahti       | Finlandia | MX (con Anaïs Bescond, Simon Desthieux e Quentin Fillon Maillet) |
| 17 marzo 2018    | Oslo Holmenkollen | Norvegia  | RL (con Anaïs Chevalier, Célia Aymonier e Anaïs Bescond)         |

Legenda:

SP = sprint

RL = staffetta

MX = staffetta mista

SMX = staffetta mista individuale